# Shane Black
Shane Black (Pittsburgh, Pensilvania, 16 de diciembre de 1961) es un director, actor y guionista estadounidense. Colaboró en algunas de la películas más grandes y taquilleras de acción de las décadas de 1980 y 1990, incluyendo su trabajo en Arma Letal y en El último boy scout, las cuales fueron escritas por Black. Con la película Kiss Kiss, Bang Bang hizo su debut como director. 
En 2013 alcanzó fama internacional como director por su trabajo en Iron Man 3, a la que le siguieron The Nice Guys y el reinicio de Predator.
Inicialmente iba a dirigir Death Note (basada en el manga homónimo), pero finalmente el proyecto acabó en manos de Adam Wingard.

## Trayectoria

### Primeros años
Black nació y se crio en Pittsburgh, Pensilvania, hijo de Paul y Patricia Ann Black. Su padre estaba en el negocio de la impresión, y ayudó a Black obtener un interés en la ficción hardboiled, tales como las obras de la serie de Mickey Spillane y de Matt Helm.
Después de vivir en los suburbios bajos de Burrell y Mount Lebanon, Pensilvania, su familia se trasladó a Fullerton, California, durante su segundo año en la escuela secundaria. Asistió a Sunny Hills High School y más tarde a la UCLA, donde se especializó en cine y teatro. Mientras Shane escribía historias largas, cómics, cuentos, y hacía periodismo: no fue hasta durante su último año de estudios cuando decidió ganarse la vida fuera de ello, una vez que su compañero Fred Dekker le mostró un guion de ciencia ficción que hizo por encargo. Su hermano mayor, Terry, también escribió cuentos y empezó a trabajar con Shane en la escritura de guiones, empezando en 1988 con Dead Heat.

## Filmografía
| Año  | Película                | Director | Productor | Guionista | Actor | Notas                                 |
| ---- | ----------------------- | -------- | --------- | --------- | ----- | ------------------------------------- |
| 1987 | Depredador              | No       | No        | No        | Sí    | como Hawkins                          |
| 1987 | Arma letal              | No       | No        | Sí        | No    |                                       |
| 1987 | The Monster Squad       | No       | No        | Sí        | No    | con Fred Dekker                       |
| 1988 | Dead Heat               | No       | No        | No        | Sí    | como un policía                       |
| 1989 | Arma letal 2            | No       | No        | Sí        | No    | Argumento                             |
| 1991 | Dark Justice            | No       | No        | No        | Sí    | Serie de televisión; 1 episodio       |
| 1991 | The Last Boy Scout      | No       | Sí        | Sí        | No    | Productor ejecutivo                   |
| 1993 | RoboCop 3               | No       | No        | No        | Sí    | como Donnelly                         |
| 1993 | Last Action Hero        | No       | No        | Sí        | No    |                                       |
| 1994 | Night Realm             | No       | No        | No        | Sí    |                                       |
| 1996 | The Long Kiss Goodnight | No       | No        | Sí        | No    |                                       |
| 1997 | Mejor... imposible      | No       | No        | No        | Sí    | como Brian.                           |
| 1997 | Burn Hollywood Burn     | No       | No        | No        | Sí    | como él mismo                         |
| 2002 | The Boy Scout           | No       | No        | No        | Sí    | como Secuaz #2                        |
| 2005 | Kiss Kiss, Bang Bang    | Sí       | No        | Sí        | No    |                                       |
| 2006 | A.W.O.L.                | Sí       | No        | Sí        | No    | Productor ejecutivo - como Harry Lime |
| 2013 | Iron Man 3              | Sí       | No        | Sí        | No    | con Drew Pearce                       |
| 2016 | The Nice Guys           | Sí       | Sí        | Sí        | No    | con Drew Pearce                       |
| 2018 | El Depredador           | Sí       | No        | Sí        | No    | coescritor junto a Fred Dekker        |
| TBA  | Doc Savage              | Sí       | No        | Sí        | No    | coescritor                            |